# Diecezja Barra
Diecezja Barra (łac. Dioecesis Barrensis) – diecezja Kościoła rzymskokatolickiego w Brazylii. Należy do metropolii Feira de Santana, wchodzi w skład regionu kościelnego Nordeste III. Została erygowana przez papieża Piusa X bullą Catholicae Ecclesiae w dniu 20 października 1913.

## Główne świątynie
- Katedra: Katedra św. Franciszka z Asyżu w Barra

## Biskupi diecezjalni
- Augusto da Silva (1915–1924)
- Antônio Bezerra de Menezes (1925–1926)
- Adalberto Accioli Sobral (1927–1934)
- Rodolfo de Oliveira Pena (1935–1942)
- João Batista Muniz CSsR (1942–1966)
- Tiago Cloin CSsR (1966–1975)
- Orlando Octacílio Dotti OFMCap. (1976–1983)
- Itamar Navildo Vian OFMCap. (1983–1995)
- Luís Flávio Cappio OFM (1997–2023)
- João Batista Alves do Nascimento (od 2023)